# Aleksandr Fiodorov (water-polo)
Aleksandr Sergueïevitch Fiodorov (en russe : Александр Серге́евич Фёдоров), né le 26 janvier 1981 à Sébastopol, est un joueur de water-polo russe, puis kazakh, qui a remporté pour la Russie une médaille de bronze olympique en 2004.